# Gens Vetia
La gens Vetia fue una familia plebeya de la Roma, surgida al final de la República. Los Vettii crecieron en importancia durante el Imperio, cuando su nombre apareció con frecuencia en los Fasti. Una rama de los Vettii vivió en el pueblo de Vezza d'Alba, que de hecho tomó el nombre. También en Pompeya hay rastros de dueños pertenecientes a la gens: Aulo Vettio Caprasio Feliz era dueño de dos propiedades, mientras que Aulo Vettio Restituto y Aulo Vettio Conviva, dos ricos libertos, habitaron la famosa casa de los Vettii, uno de los máximos ejemplos de arte y arquitectura romana del siglo I. En Pompeya, la familia de los Vettii era una de las más ricas en el 79, año de la erupción que destruyó la ciudad. En la ciudad de Teramo se ha encontrado una inscripción sepulcral que habla de un Gaius Vettius C. f. Laetus y de su madre Vitellia C. f. Taertia.